# راؤول إيبانيز
راؤول إيبانيز (بالإسبانية: Raúl Ibáñez Galdón)‏ هو لاعب كرة قدم إسباني في مركز الهجوم، ولد في 10 نوفمبر 1972 في Tous, Spain ‏ في إسبانيا. لعب مع أولمبيك تشاتيفا وريال بلد الوليد وكولتورال ليونيسا ونادي إلتشي ونادي بويبلا ونادي فالنسيا ونادي ليفانتي.